# Vlachogiánni
Vlachogiánni är en ort i Grekland.   Den ligger i prefekturen Nomós Larísis och regionen Thessalien, i den centrala delen av landet, 240 km nordväst om huvudstaden Aten. Vlachogiánni ligger 144 meter över havet och antalet invånare är 855.
Terrängen runt Vlachogiánni är varierad. Vlachogiánni ligger nere i en dal. Runt Vlachogiánni är det ganska glesbefolkat, med 35 invånare per kvadratkilometer. Närmaste större samhälle är Farkadóna, 15,9 km söder om Vlachogiánni. == Kommentarer ==
1. ↑  Framräknat ur variansen i alla höjduppgifter (DEM 3") från Viewfinder Panoramas, inom 10 km radie.[2] Mer om algoritmen finns här: Användare:Lsjbot/Algoritmer.